# 土田御前
土田御前（?—1594年2月26日），織田信秀的繼室（最初的正室是織田達勝的女兒，後來離婚）。實名不詳。別稱花屋夫人。法名是報春院花屋壽永大禪尼。織田信長、織田信行、織田秀孝、織田信包、阿市之方（淺井長政→柴田勝家正室）、阿犬之方（佐治信方正室）的生母。父親為土田政久（有異說）。

## 生平
丈夫信秀死後，與次男信行一起居住在末森城。討厭被稱為傻瓜（うつけ）的信長，喜歡品行方正的信行。在信行與信長爭奪家督之位失敗後，向信長提出赦免信行，於是信行一時間被赦免，但是後來信行仍被信長誅殺。在信行死後與信長和阿市一起生活，照顧年幼的孫辈（信忠、信雄、信孝、茶茶、初、江等）。後來外孫女江嫁到德川家後形成了與她同樣的家庭環境（討厭次男家光，寵愛三男忠長）。
在本能寺之變中，信長與信忠自殺後，被孫兒信雄庇護，被尊稱為「大方殿樣」，並獲得640貫文化妝費。文祿元年（1590年）信雄被改易後，被伊勢安濃津的信包接走，文祿3年（1594年）正月7日在該地死去（亦有指信包不是土田御前的兒子）。
法名是報春院花屋壽永大禪尼。墓所在三重縣津市的塔世山四天王寺。織田信秀的菩提所名古屋市中區龜岳林萬松寺有牌位供人祭祀（花屋壽永大姉）。

## 出身
一般被認為是佐佐木六角氏的後裔土田政久的女兒，但是沒有當時的史料能證明，後來才在土田氏的親戚生駒氏所生的織田信雄系史料中以土田政久女兒的身份登場。因此當時就有數種不同的史料和說法。
- 土田御前的日文讀法，如果在是美濃可兒郡的土田氏應該被讀作，而尾張清洲的土田氏則讀作。因此有這支土田氏是近江六角氏庶流和旗本的說法。

- 在『津島大橋記』『干城錄』中記載，信秀的正室・信長的生母是小嶋信房的女兒，這個人物是土田御前以前的信秀的繼室（在這個情況，土田御前是在織田達勝女兒和小嶋信房女兒之後的繼室），於是土田御前的出身是被竄改的存在，被稱為土田御前的人物是否本來小嶋信房的女兒，實情不明。『津島大橋記』中記述大橋氏的大橋重長與信秀女兒藏之方（くらの方）結婚之際，藏之方是以小嶋信房的養女身份結婚，由此可以知道小嶋信房和信秀的關係相當深。而且孫兒信孝繼承神戶氏家督之際，代替山路氏成為高岡城城主的信孝的異父兄被稱為小嶋兵部少輔，因此有是小嶋信房的親戚説法。

- 『美濃國諸舊記』中，信長的生母是六角高賴的女兒。

## 外部連結
- 塔世山四天王寺公式サイト・墓碑 （页面存档备份，存于）
- 亀岳林萬松寺公式サイト－織田信秀的菩提所